# George Lawrence Price
George Lawrence Price est un soldat canadien connu comme étant le dernier soldat de l'Empire britannique mort au combat durant la Première Guerre mondiale, le 11 novembre 1918 à 10 h 58, deux minutes avant l'entrée en vigueur de l'armistice de Rethondes. Il était âgé de 25 ans.

## Un soldat canadien
George Price est né le 15 décembre 1892 à Falmouth (en), en Nouvelle-Écosse ; il est le fils de James Ephraim Price (1858-1947) et Annie Rose Stevens Price (1869-1942) de Port Williams (en). Il travaillait comme ouvrier agricole à Moose Jaw, en Saskatchewan, avant son recrutement le 15 octobre 1917 à Regina (la capitale de la province).
Après son entraînement de base au dépôt militaire de Regina, il embarque comme private (simple soldat) le 21 janvier 1918 à St. John's sur le HMS Soctian, arrive à Liverpool le 6 février, campe à Bramshott puis est affecté comme renfort au 28e bataillon d'infanterie du Corps expéditionnaire canadien (au sein de la 2e division canadienne). Après avoir pris un transport entre Southampton et Boulogne-sur-Mer, il arrive au camp britannique d'Étaples le 2 mai 1918 et rejoint enfin son unité le 1er juin.
Son premier combat est en août, à Villers-Bretonneux, puis à Monchy-le-Preux et Wancourt. Le 8 septembre, il est gazé près du canal du Nord, d'où son évacuation et son hospitalisation à Étaples jusqu'au 26. En octobre et début novembre 1918, il participe avec son bataillon à l'avancée alliée jusqu'à la frontière franco-belge.

## Mort juste avant l'armistice
Le 11 novembre 1918 au petit matin, le bataillon fait mouvement vers le bois d'Havré et le village de Ville-sur-Haine (aujourd'hui dans la commune du Rœulx), au bord du canal du Centre, qui est atteint à 9 h. Malgré l'annonce du cessez-le-feu pour 11 h, Price et quatre autres soldats s'avancent en patrouille pour vérifier les maisons sur l'autre rive. Ce soldat canadien de 25 ans est touché dans la poitrine par une balle allemande à 10 h 57 sur la chaussée de Mons : amené dans une maison pour être soigné par les civils belges, il y meurt dès 10 h 58.
Son corps, d'abord inhumé dans le Havre Old Communal Cemetery (le vieux cimetière communal d'Havré), est désormais enterré au St. Symphorien military Cemetery (le cimetière militaire germano-britannique de Saint-Symphorien), deux kilomètres à l'est de Mons (50° 25′ 58″ N, 4° 00′ 40″ E).

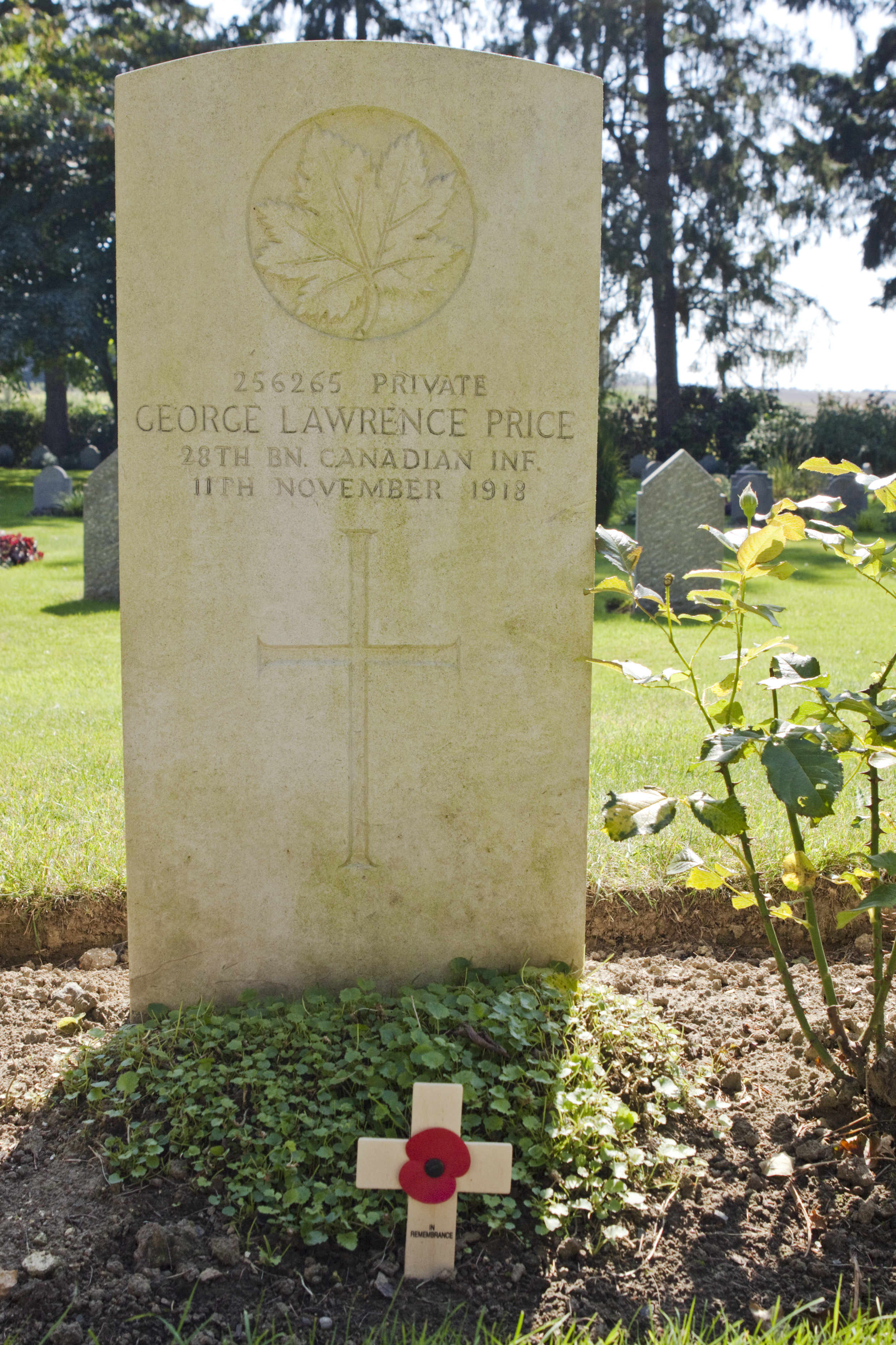
La stèle tombale de Price, la 4e de l'allée C de la Ve parcelle, juste au pied de la croix du Sacrifice du cimetière.